# Юї (співачка)
Кім Ю Чжін, більш відома як Юї (кор. 유이) — південнокорейська акторка та співачка. Колишня учасниця популярного жіночого гурту After School.

## Біографія
Кім Ю Чжін народилася 9 квітня 1988 року у південнокорейському місті Тегу. Її батько Кім Сон Гап — відомий у Кореї професійний бейсбольний тренер у команді Kiwoom Heroes. Юї з дитинства мріяла стати акторкою, але свою кар'єру розпочала у 2007 році як співачка одного з численних К-поп гуртів. Через фінансові проблеми в агентстві Good Entertainment гурт так і не зміг випустити дебютний альбом та був розформований.
У квітні 2009 року Юї приєдналася до жіночого гурту After School, у тому ж році вона розпочала акторську кар'єру, зігравши другорядну роль у історичному серіалі «Королева Сондок». У кінці року взяла участь у популярному південнокорейському шоу «Ми одружилися», в якому в парі з Пак Че Чоном грали молодят. Першу головну роль у серіалі акторка отримала у 2011 році в романтично-комедійному серіалі «Мій друг пташка», в якому вдало зіграла життєрадісну сільську дівчину з бідної родини, що мріє стати професійною гравчинею у гольф. Перші акторські нагороди Юї принесла головна роль у серіалі вихідного дня «Сім'я О Чакгю». З кінця 2011 по квітень 2013 року Юї з перервами була співведучою популярного музичного шоу «Music Bank». У наступні кілька років Юї вдавалося поєднувати і музичну і акторську кар'єри та брати участь у численних розважальних шоу, але літом 2017 року вона вирішила покинути музичний гурт та зосередитись на акторській кар'єрі.
У 2018 році акторка виконала головну роль у серіалі «Містер О, мій чоловік за контрактом», що виходив в ефір щосуботи з 3 березня по 19 травня на каналі MBC. Роль молодої жінки, що працює на радіо та заради соціального статусу одруженої жінки фіктивно одружується, сподобалася аудиторії. Восени того ж року Юї отримала головну роль у серіалі вихідного дня «Мій єдиний», зйомки якого мають завершилися у березні 2019 року.

## Фільмографія

### Телевізійні серіали
| Рік       | Назва                                 | Мережа | Роль                                     |
| --------- | ------------------------------------- | ------ | ---------------------------------------- |
| 2009      | «Королева Сондок»                     | MBC    | молода Мі Шиль                           |
| 2009      | «Ти прекрасний!»                      | SBS    | Ю Хє Ї                                   |
| 2010      | «Моя дівчина — куміхо»                | SBS    | (камео, 5 серія)                         |
| 2011      | «Вся моя любов до тебе»               | MBC    | Кім Ю Чжін (камео, серії 182 та 210)     |
| 2011      | «Мій друг пташка»                     | tvN    | Сон Мі Су                                |
| 2011      | «Сім'я О Чакгю»                       | KBS2   | Пек Ча Ин                                |
| 2012      | «Чон У Чхі»                           | KBS2   | принцеса Хон Муйон                       |
| 2013      | «Золота веселка»                      | MBC    | Кім Бек Вон                              |
| 2015      | «Кохання Хогу»                        | tvN    | До До Хї                                 |
| 2015      | Вище товариство                       | SBS    | Чан Юн Ха                                |
| 2015      | «Вона була гарненька»                 | MBC    | гість на 20-х роковинах (камео, 9 серія) |
| 2016      | «Шлюбний договір»                     | MBC    | Кан Хьо Су                               |
| 2016      | «Нічне світло»                        | MBC    | Лі Се Чжін                               |
| 2017      | «Люк»                                 | KBS2   | Кан Су Чжін                              |
| 2018      | «Містер О, мій чоловік за контрактом» | MBC    | Хан Син Чжу                              |
| 2018-2019 | «Мій єдиний»                          | KBS2   | Кім До Ран                               |
| 2020      | «СФ 8»                                | MBC    | Хан Чі Вон (7 серія)                     |
| 2022      | «Лікар-привид»                        | tvN    | Чан Се Чжін                              |

### Шоу
| Рік       | Назва                                 | Мережа | Роль                           |
| --------- | ------------------------------------- | ------ | ------------------------------ |
| 2009      | «Ми одружилися» (2 сезон)             | MBC    | Член команди                   |
| 2010      | «Ніч після ночі»                      | SBS    | Співведуча                     |
| 2011-2012 | «Music Bank»                          | KBS    | Співведуча                     |
| 2013      | «Босі друзі»                          | SBS    | Член команди                   |
| 2014      | «Закон джунглів» у Індійському океані | SBS    | Член команди (епізоди 117—125) |
| 2015      | «Кулаки храму Шаолінь»                | SBS    | Член команди                   |
| 2017      | «Закон джунглів» у Новій Зеландії     | SBS    | Член команди (епізоди 265—270) |

## Нагороди
| Рік  | Нагорода                      | Категорія                                                                      | Робота                                | Результат | Прим.  |
| ---- | ----------------------------- | ------------------------------------------------------------------------------ | ------------------------------------- | --------- | ------ |
| 2009 | 9-та Премія розваг MBC        | Краща жінка-новачок у варьете-шоу                                              | «Ми одружилися»                       | Перемога  | [ 15 ] |
| 2011 | 2-га Премія Барбі і Кена      | Барбі року                                                                     | Н/Д                                   | Перемога  |        |
| 2011 | 25-та Премія KBS драма        | Краща нова акторка                                                             | «Сім'я О Чакгю»                       | Перемога  | [ 16 ] |
| 2012 | 48-ма Премія мистецтв Пексан  | Краща нова акторка телебачення                                                 | «Сім'я О Чакгю»                       | Перемога  | [ 17 ] |
| 2012 | 26-та Премія KBS драма        | Нагорода за майстерність (акторка середньотривалої драми)                      | «Чон У Чхі»                           | Номінація |        |
| 2013 | 32-га Премія MBC драма        | Нагорода за майстерність (акторка спеціальної драми)                           | «Золота веселка»                      | Перемога  | [ 18 ] |
| 2015 | 8-ма Премія корейської драми  | Нагорода за майстерність (акторка)                                             | «Вище суспільство»                    | Номінація |        |
| 2015 | 23-тя Премія SBS драма        | Нагорода за майстерність (акторка мінісеріалу)                                 | «Вище суспільство»                    | Номінація |        |
| 2015 | 9-та Премія розваг SBS        | Краща командна робота                                                          | «Кулаки храму Шаолінь»                | Перемога  |        |
| 2016 | 5-та Премія «Зірок МААТР»     | Нагорода за майстерність (акторка мінісеріалу)                                 | «Шлюбний договір»                     | Номінація |        |
| 2016 | 1-а Премія азійський артист   | Краща зірка (акторки)                                                          | «Шлюбний договір»                     | Номінація |        |
| 2016 | 29-та Премія Grimae           | Краща акторка                                                                  | «Шлюбний договір»                     | Перемога  | [ 19 ] |
| 2016 | 35-та Премія MBC драма        | Головний приз (Daesang)                                                        | «Шлюбний договір»                     | Номінація |        |
| 2016 | 35-та Премія MBC драма        | Нагорода за високу майстерність (акторка спеціальної драми)                    | «Шлюбний договір»                     | Перемога  |        |
| 2018 | 11-та Премія корейської драми | Нагорода за майстерність (акторка)                                             | «Містер О, мій чоловік за контрактом» | Номінація | [ 20 ] |
| 2018 | 6-та Премія «Зірок МААТР»     | Нагорода за майстерність (акторка серіалу)                                     | «Містер О, мій чоловік за контрактом» | Номінація | [ 21 ] |
| 2018 | 23-тя Премія KCA Consumer Day | Краща акторка драми                                                            | «Мій єдиний»                          | Перемога  | [ 22 ] |
| 2018 | 37-ма Премія MBC драма        | Нагорода за високу майстерність (акторка у спеціальному проекті вихідного дня) | «Містер О, мій чоловік за контрактом» | Номінація |        |
| 2018 | 37-ма Премія MBC драма        | Selfish Motive Award — Organic Parody Award разом з Кім Кан У                  | «Містер О, мій чоловік за контрактом» | Перемога  |        |
| 2018 | 32-га Премія KBS драма        | Нагорода за майстерність (акторка серіалу)                                     | «Мій єдиний»                          | Перемога  | [ 23 ] |
| 2018 | 32-га Премія KBS драма        | Краща пара разом з Лі Чан У                                                    | «Мій єдиний»                          | Перемога  | [ 23 ] |